# El Cubano Libre
El Cubano Libre è stato un giornale cubano, stampato dal novembre 1957 al giugno 1958.

## Storia
Si tratta di una pubblicazione clandestina, ideata da Ernesto Che Guevara quale "organo ufficiale della rivoluzione cubana e realizzata con l'aiuto di Geonel Rodriguez e Ricardo Medina, due studenti di L'Avana che nell'ottobre 1957 avevano raggiunto la base di El Hombrito per unirsi ai barbudos.
Gli articoli, sovrastati dal motto "libertad o muerte",  venivano scritti su matrici di carta cerata con una vetusta macchina per scrivere e poi stampati al ciclostile.
I primi due numeri del giornale furono distribuiti nella zona della Sierra Maestra, ma già al terzo numero alcune copie iniziavano a circolare nella Capitale, conquistando sempre maggiori consensi e lettori.
Sul primo numero apparve l'articolo intitolato El principio de la fin (L'inizio della fine), nella rubrica Sin bala en el directo (Senza colpo in canna), scritto da Guevara e firmato con lo pseudonimo El Francotirador (Il Franco tiratore).
Il 5º numero, datato 25 giugno 1958, aveva dato conto dei successi rivoluzionari nella battaglia di Santo Domingo.
La pubblicazione del giornale si interruppe in seguito alla battaglia del Jigue, l'11 luglio 1958, quando un colpo di mortaio dell'esercito di Fulgencio Batista centrò casualmente la capanna posta nella fitta boscaglia dov'era sistemata la redazione del giornale, distruggendo ogni attrezzatura e uccidendo tutti i presenti, tra i quali due redattori.

## Fonti
- Roberto Occhi, Che Guevara. La più completa biografia, Verdechiaro edizioni, Baiso, 2007, ISBN 8888285296